# Периферије Грчке
Периферије су основни вид управне поделе Грчке и имају значај покрајине. Има их 13, без Свете горе која чини засебну црквену државу у оквиру Грчке. Свака од периферија издељена је на више округа или периферијских јединица.
По новом подручном устројству Грчке (Каликратисов план, заживео почетком 2011. године) постојеће периферије су остале у неизмењеном саставу, али су добиле нове надлежности регионалне самоуправе (регионална самоуправа). На челу периферија су начелници периферија и периферијска већа, бирани на изборима сваке пете године.

## Списак периферија
| Назив периферије             | Грчки назив периферије                      | Седиште  | Површина (у km²) | Становништво (2010.) | Густина нас. (ст./km²) | Окрузи                                                                                          |
| ---------------------------- | ------------------------------------------- | -------- | ---------------- | -------------------- | ---------------------- | ----------------------------------------------------------------------------------------------- |
| Атика                        | Περιφέρεια Αττικής                          | Атина    | 3.808            | 4.109.748            | 1.079,24               | Западна Атика Западна Атина Источна Атика Јужна Атина Острва Пиреј Северна Атина Средишња Атина |
| Епир                         | Περιφέρεια Ηπείρου                          | Јањина   | 9.203            | 359.096              | 39,02                  | Арта Јањина Превеза Теспротија                                                                  |
| Западна Грчка                | Περιφέρεια Δυτικής Ελλάδας                  | Патрас   | 11.350           | 745.397              | 65,67                  | Ахаја Етолија-Акарнанија Илија                                                                  |
| Западна Македонија           | Περιφέρεια Δυτικής Μακεδονίας               | Козани   | 9.451            | 293.061              | 31,01                  | Гревена Касторија Козани Флорина                                                                |
| Источна Македонија и Тракија | Περιφέρεια Ανατολικής Μακεδονίας και Θράκης | Комотини | 14.157           | 606.721              | 42,86                  | Драма Еврос Кавала Ксанти Родопи Тасос                                                          |
| Јонска острва                | Περιφέρεια Ιόνιων νησιών                    | Крф      | 2.307            | 234.440              | 101,62                 | Закинтос Итака Кефалонија Крф Лефкада                                                           |
| Јужни Егеј                   | Περιφέρεια Νότιου Αιγαίου                   | Ермополи | 5.286            | 308.647              | 58,39                  | Андрос Калимнос Карпатос Кеа-Китнос Кос Милос Миконос Наксос Парос Родос Санторини Сирос Тинос  |
| Крит                         | Περιφέρεια Κρήτης                           | Ираклион | 8.331            | 611.786              | 73,43                  | Ираклион Ласити Ретимно Ханија                                                                  |
| Пелопонез                    | Περιφέρεια Πελοποννήσου                     | Триполи  | 15.490           | 591.230              | 38,17                  | Арголида Аркадија Коринтија Лаконија Месенија                                                   |
| Северни Егеј                 | Περιφέρεια Βόρειου Αιγαίου                  | Митилини | 3.836            | 199.968              | 52,13                  | Икарија Лезбос Лимнос Самос Хиос                                                                |
| Средишња Грчка               | Περιφέρεια Στερεάς Ελλάδας                  | Ламија   | 15.549           | 554.359              | 35,65                  | Беотија Евбеја Евританија Фокида Фтиотида                                                       |
| Средишња Македонија          | Περιφέρεια Κεντρικής Μακεδονίας             | Солун    | 18.811           | 1.954.582            | 103,91                 | Иматија Килкис Пела Пијерија Сер Солун Халкидики                                                |
| Тесалија                     | Περιφέρεια Θεσσαλίας                        | Лариса   | 14.036           | 736.083              | 52,44                  | Кардица Лариса Магнезија Споради Трикала                                                        |